# Crax
Crax is een geslacht van vogels uit de familie van de sjakohoenders en hokko's (Cracidae).

## Soorten
Het geslacht kent de volgende soorten:
- Crax alberti  – Blauwknobbelhokko
- Crax alector  – Zwarte hokko
- Crax blumenbachii  – Roodsnavelhokko
- Crax daubentoni  – Geelknobbelhokko
- Crax fasciolata  – Maskerhokko
- Crax globulosa  – Knobbelhokko
- Crax rubra  – Bruine hokko